# Ismael Kombich
Ismael Kipngetich Kombich (16 januari 1985) is een Keniaanse atleet, die is gespecialiseerd in de 800 m.

## Loopbaan
Op 25 augustus 2006 verbeterde Ismael Kombich in Brussel met zijn Keniaanse teamgenoten William Yiampoy, Joseph Mutua en Wilfred Bungei het wereldrecord op de 4 × 800 m estafette naar 7.02,43. Sindsdien is dit record nog niet verbeterd. In dat jaar liep hij ook zijn PR op de 800 m en won bij de Keniaanse kampioenschappen de titel in deze discipline.

## Titels
- Keniaans kampioen 800 m - 2006

## Persoonlijke records
Outdoor
| Onderdeel | Prestatie | Datum        | Plaats         |
| --------- | --------- | ------------ | -------------- |
| 400 m     | 47,87     | 19 mei 2007  | Florence       |
| 800 m     | 1.44,24   | 11 juli 2006 | Lausanne       |
| 1500 m    | 3.33,31   | 10 juli 2010 | Heusden-Zolder |
| 2000 m    | 4.58,38   | 5 juli 2011  | Reims          |
| 3000 m    | 8.07,17   | 23 mei 2015  | Dakar          |

Indoor
| Onderdeel | Prestatie | Datum            | Plaats   |
| --------- | --------- | ---------------- | -------- |
| 800 m     | 1.46,59   | 23 februari 2007 | Chemnitz |
| 1000 m    | 2.26,15   | 24 februari 2008 | Gent     |
| 1500 m    | 3.34,13   | 13 februari 2011 | Gent     |

## Palmares

### 800 m
- 2006:  IAAF Super Grand Prix - 1.44,24
- 2006: 7e Afrikaanse kamp. - 1.49,05
- 2008: 10e Memorial Van Damme - DNF

### 1500 m
- 2006: 6e Gemenebestspelen - 3.40,92
- 2010: 15e Memorial Van Damme - 3.40,98